# 巨怖龙属
巨怖龙属（當地梭托人對恐龍的稱呼，意为巨大而恐怖的东西）之前被稱作“Kholumolumosaurus”或“Thotobolosaurus”，是一屬已滅絶的蜥脚形亞目大腳類恐龍，与莎拉龍屬關係密切，來自於萊索托馬普胡特森村（Maphutseng）的下艾略特组，模式種，艾氏巨怖龙（Kholumolumo ellenbergerorum）描述於2020年。

## 发现与命名
20世纪30年代，莱索托贝塞斯达巴黎福音派教会学校校长塞缪尔·莫索恩（Samuel Motsoane）发现了零散的恐龙骨骼。1955年，他告知新教传教士保罗·埃伦伯格 ( Paul Ellenberger ) 。1955年9月，埃伦伯格神父和他的兄弟弗朗索瓦·埃伦伯格 ( François Ellenberger ) 在莱索托西部马普胡特森村的一个垃圾堆附近发现了一具残骸，该垃圾堆位于莱索托西部马普胡特森村的艾略特组中。这个地方在当地被称为Thotobolo和“Ma-Beata，Beata的母亲的垃圾堆”。1955年11月，南非古生物学家阿尔弗雷德·克朗普顿和罗萨莉·艾文( Rosalie F.“Griff”Ewer ) 对其进行了加固。1955年，科学文献中报道了这一发现。挖掘工作从1956年2月开始继续，到第二个野外季节结束时，碎片数量增加到683件，从35平方米的岩石表面收集。埃伦伯格兄弟简要介绍了1956年的发现。1957年，这些化石被运往开普敦南非博物馆。准备工作的延误导致了克朗普顿和埃伦伯格夫妇之间的分歧。
1959年，保罗·埃伦伯格、弗朗索瓦·埃伦伯格和后者的妻子霍莱与巴黎国家自然历史博物馆 ( Muséum national d'histoire naturelle ) 的法国团队合作，继续挖掘，其中包括伦纳德·金斯伯格（Léonard Ginsburg）和让·法布（Jean Fabre）。在1960年，又收集了200多块恐龙足迹。据报道，在70平方米的地表上发现了8条恐龙足迹。三块单独的足迹化石被运到蒙彼利埃大学，但目前已丢失。1963年，保罗·埃伦伯格（Paul Ellenberger）在金斯堡（Ginsburg）进行了额外的挖掘。1966年，弗朗索瓦·埃伦伯格和金斯伯格第一次详细描述了这些骨头，并将它们归类于布朗氏优肢龙。
1970年9月，保罗·埃伦伯格、金斯伯格、法布和伯纳德·巴托( Bernard Battail ) 进行了最后一次发掘。与1959年一样，这些化石被送往巴黎，使那里的化石总数达到大约400个。保罗·埃伦伯格认为它代表了一个科学上的新分类群，他首先把它称为“Thotobolosaurus”，意思是“垃圾堆蜥蜴”，指的是发现正模标本的地方。1970年，他在对材料的重新描述中，提出了物种名称“Thotobolosaurus mabeatae”。然而，这个名称是无效的。
1996年，在弗朗索瓦·泽维尔·高夫尔（Francois Xavier Gaufre）未发表的论文中，该物种被简单地称为“Kholumolumosaurus ellenbergerorum”。这个名称也无效。
2020年，Kholumomo ellenbergerorum（艾氏巨怖龙）这一原始名称的缩写，被克莱尔·佩尔·德·法布里斯（Claire Peyre de Fabrègues）和罗南·艾伦（Ronan Allain）正式命名。它的通用名是kholumolumo或xodumodumo，一种巨大的爬行动物，有时被描述为龙、蜥蜴或鳄鱼，来源于梭托人的神话。棱托人用这个词来指恐龙。种名是为了纪念埃伦伯格家族。
在诺利阶下艾略特组的一层地层中发现了MNHN.F.LES381m的正模标本。它由一个完整的右胫骨或胫骨组成。巴黎材料中的其他几块骨头被指定为副正模标本。所有来自马普胡特森的额外蜥脚类化石材料，无论是在法国还是南非，都归类于该物种。目前只发现了脱节的骨头，包括一些颅骨材料。他们至少代表五具个体，或者十具。

## 叙述

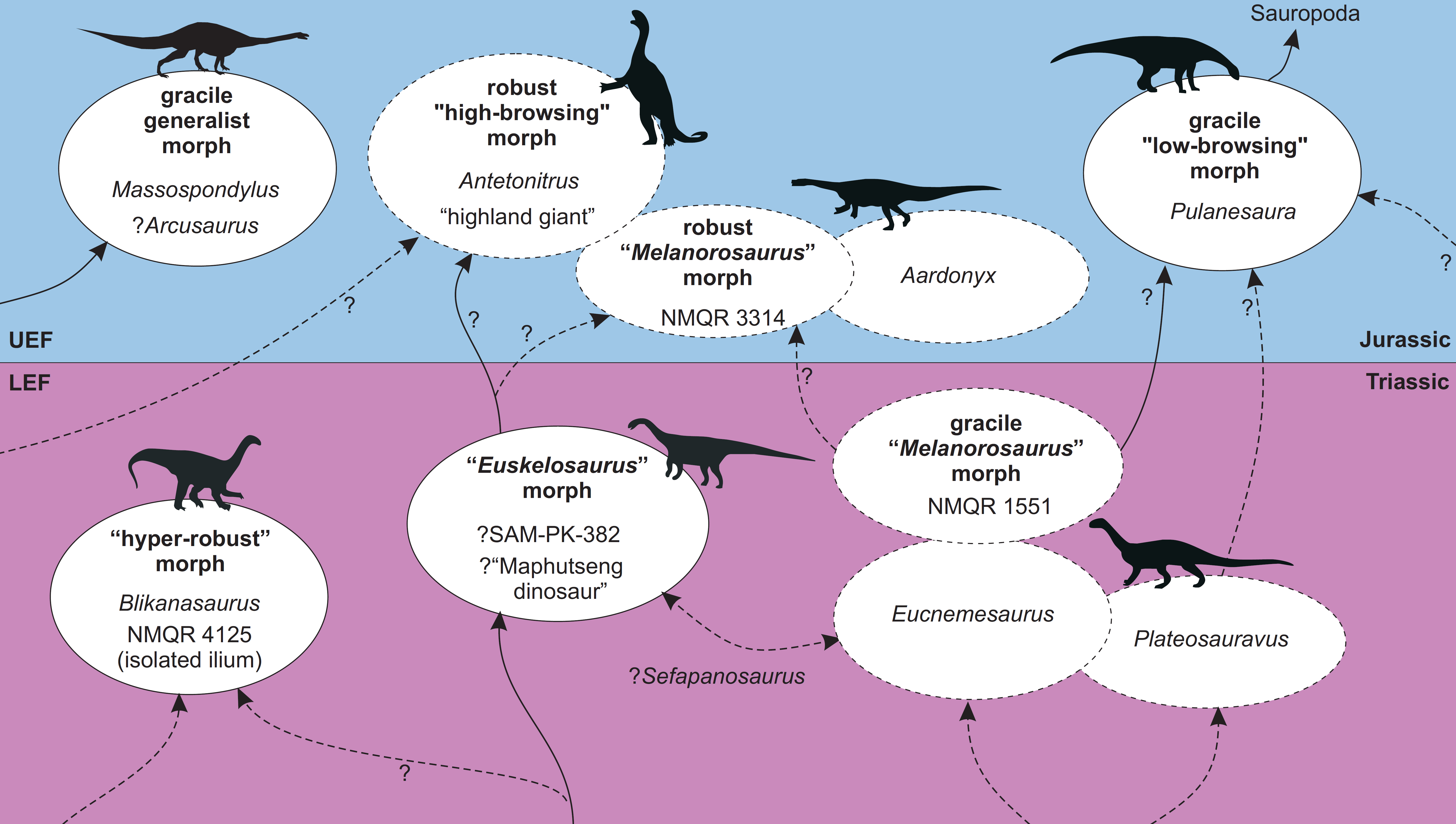
艾略特组蜥脚类动物群的假设生态形群和种群动态，巨怖龙被称为“马普胡特森恐龙”

巨怖龙是一种大型蜥脚类动物，估计有9米（30英尺）长。这将使它成为诺利阶已知最大的动物之一。它的体重是根据它的股骨周长估算的。如果它是两足动物，这是作者们认为可能的，那么它的重量是1754公斤。四足动物可能重达3963公斤。
由于没有发现这种动物的完整骨骼，关于其外貌和饮食的许多已知信息只能从其近亲推断。它最有可能是一种食草动物，看起来像莎拉龙这样的恐龙。
正模标本显示出独特的特征组合，而这些特征本身并不独特。胫骨非常短而结实，其周长为其长度的53%，在所有已知的非蜥脚类蜥脚形亚目动物中，这一比率低于0.49，但雷前龙与贝里肯龙除外。胫骨轴向下逐渐变细，从内向外看都是如此。胫骨干有一个直的前后边缘，不同于雷前龙。